# 沈颖
沈颖（1975年3月12日—），新加坡華裔政治人物，現任荷蘭-武吉知馬集選區國會議員，隸屬人民行動黨。

## 教育
沈颖早年取得新加坡總統獎學金前往牛津大学埃克塞特学院修讀哲學、政治學及經濟學，後來於史丹佛大學取得碩士學位。
在当选议会之前，沈颖早年是公务员。 1998年至2000年，她担任新加坡卫生部财务政策和规划助理总监。 2000年至2003年，沈颖曾任内政部执行计划助理总监。 2003年至2006年，担任贸工部贸易副主任。 从2007年到2009年，沈颖被借调到新加坡国际企业担任区域总监，位于上海，负责协助新加坡在华东地区投资和销售的公司。 2009年至2011年，她担任国家人口秘书处处长，率先将秘书处改组。

## 政治生涯
沈颖首次踏入政治舞台是在2011年大选期间参加荷兰-武吉知马集选区竞选。沈颖曾任贸工部兼文化、社区及青年部高级政务部长。